# 1-Hydroxy-2-naphthalinsulfonsäure
Die 1-Hydroxy-2-naphthalinsulfonsäure (Trivialname Baum-Säure oder α-Schäffer-Säure) ist eine chemische Verbindung aus der Gruppe der Naphthalinsulfonsäuren und der Naphthole. Sie gehört zu den Buchstabensäuren und ist ein Zwischenprodukt bei der Synthese von organischen, wasserlöslichen Farbstoffen.

## Gewinnung und Darstellung
1-Hydroxy-2-naphthalinsulfonsäure erhält man als Hauptprodukt bei der Sulfonierung von 1-Naphthol mit rauchender Schwefelsäure in der Kälte. Als Nebenprodukt entsteht die 1-Hydroxy-4-naphthalinsulfonsäure.

## Eigenschaften
1-Hydroxy-2-naphthalinsulfonsäure ist schwer wasserlöslich und kann aus wässriger Lösung mit Salzsäure ausgefällt werden. Mit Diazoniumsalzen erfolgt die Azokupplung in der 4-Position. Die Verbindung kann zur 4-Hydroxynaphthalin-1,3-disulfonsäure sulfoniert werden und zu 2,4-Dinitro-1-naphthol nitriert werden.

## Externe Links zu erwähnten Verbindungen
1. ↑  Externe Identifikatoren von bzw. Datenbank-Links zu 4-Hydroxynaphthalin-1,3-disulfonsäure:  CAS-Nr.: 1857-16-5, PubChem: 14008496, Wikidata: Q129667395.